# ويليام أنتوني ماغواير
ويليام أنتوني ماغواير (بالإنجليزية: William Anthony McGuire)‏ هو كاتب مسرحي وكاتب سيناريو ومخرج أمريكي، ولد في 9 يوليو 1881 في شيكاغو في الولايات المتحدة، وتوفي في 16 سبتمبر 1940 في بيفرلي هيلز في الولايات المتحدة.

## وصلات خارجية
- ويليام أنتوني ماغواير على موقع IMDb (الإنجليزية)
- ويليام أنتوني ماغواير على موقع ألو سيني (الفرنسية)
- ويليام أنتوني ماغواير على موقع ميوزك برينز (الإنجليزية)
- ويليام أنتوني ماغواير على موقع أول موفي (الإنجليزية)
- ويليام أنتوني ماغواير على موقع قاعدة بيانات برودواي على الإنترنت (الإنجليزية)
- ويليام أنتوني ماغواير على موقع قاعدة بيانات الأفلام السويدية (السويدية)
- ويليام أنتوني ماغواير على موقع قاعدة بيانات الفيلم (الإنجليزية)
- ويليام أنتوني ماغواير على موقع كينوبويسك (الروسية)